# ويليام غريفين
ويليام غريفين (بالإنجليزية: William Griffin)‏ هو رسام نيوزيلندي، ولد في 1811، وتوفي في 13 يوليو 1870.